# Dinkelaue Gronau-Epe
Koordinaten: 52° 11′ 48″ N, 7° 1′ 2″ O
Das Naturschutzgebiet Dinkelaue Gronau-Epe liegt auf dem Gebiet der Stadt Gronau (Westf.) im Kreis Borken in Nordrhein-Westfalen.
Das aus sechs Teilflächen bestehende Gebiet erstreckt sich südlich der Kernstadt Gronau und westlich und südlich des Gronauer Stadtteils Epe entlang der Dinkel. Durch den nördlichen Teil des Gebietes verläuft die B 54. Westlich verläuft die B 70 und die Staatsgrenze zu den Niederlanden und erstrecken sich das 366,8 ha große Naturschutzgebiet Eper-Graeser Venn und das 893 ha große Naturschutzgebiet Amtsvenn – Hündfelder Moor.

## Bedeutung
Für Gronau ist seit 1988 ein 52,3 ha großes Gebiet unter der Kenn-Nummer BOR-024 als Naturschutzgebiet ausgewiesen. 